# Valle del Braulio - Cresta di Reit
Valle del Braulio - Cresta di Reit este o arie protejată (arie specială de conservare — SAC, sit de importanță comunitară — SCI) din Italia întinsă pe o suprafață de 3.559 ha, integral pe uscat.

## Localizare
Centrul sitului Valle del Braulio - Cresta di Reit este situat la coordonatele 46°30′27″N 10°24′27″E / 46.5075°N 10.4075°E.

## Înființare
Situl Valle del Braulio - Cresta di Reit a fost declarat sit de importanță comunitară în iunie 1995 pentru a proteja 1 specie de plante și 40 de specii de animale. Situl a fost protejat și ca arie specială de conservare în iunie 2017.

## Biodiversitate
Situată în ecoregiunea alpină, aria protejată conține 17 habitate naturale: Formațiuni pioniere alpine de Caricion bicoloris-atrofuscae, Formațiuni ierboase bogate în specii de Nardus, dezvoltate pe substraturi silicioase în zone montane (și în zone submontane, în Europa continentală), Pante stâncoase silicioase cu vegetație casmofită, Pajiști alpine și boreale, Pante stâncoase calcaroase cu vegetație casmofită, Tufărișuri subarctice cu Salix spp., Ghețari permanenți, Pajiști boreale și alpine pe substrat silicios, Păduri alpine de Larix decidua și/sau Pinus cembra, Mlaștini alcaline, Grohotișuri silicioase de la nivelul montan până la nivelul zăpezii (Androsacetalia alpinae și Galeopsietalia ladani), Râuri de munte și vegetația erbacee de pe malurile acestora, Grohotișuri termofile și vest-mediteraneene, Grohotișuri calcaroase și de șisturi calcaroase de la nivelul montan până la nivelul alpin (Thlaspietea rotundifolii), Tufărișuri cu Pinus mugo și Rhododendron hirsutum (Mugo-Rhododendretum hirsuti), Mlaștini turboase de tranziție și turbării mișcătoare, Pajiști alpine și subalpine calcaroase.
La baza desemnării sitului se află mai multe specii protejate:
- plante (1): papucul doamnei (Cypripedium calceolus)
- păsări (38): uliu porumbar (Accipiter gentilis), uliu păsărar (Accipiter nisus), ciocârlie-de-câmp (Alauda arvensis), potârnichea de stâncă (Alectoris graeca saxatilis), fâsă-de-câmp (Anthus campestris), fâsă de luncă (Anthus pratensis), acvilă de munte (Aquila chrysaetos), buha (Bubo bubo), Carduelis citrinella, cojoaica de pădure (Certhia familiaris), barză albă (Ciconia ciconia), barză neagră (Ciconia nigra), șerpar (Circaetus gallicus), erete de stuf (Circus aeruginosus), porumbel gulerat (Columba palumbus), cioară neagră (Corvus corone), ciocănitoare neagră (Dryocopus martius), Eudromias morinellus, șoim călător (Falco peregrinus), vânturel roșu (Falco tinnunculus), ciuvică (Glaucidium passerinum), cocor (Grus grus), zăgan (Gypaetus barbatus), Lagopus muta helvetica, câneparul (Linaria cannabina), ciocârlie de pădure (Lullula arborea), gaia neagră (Milvus migrans), gaia roșie (Milvus milvus), cinghiță alpină (Montifringilla nivalis), viespar (Pernis apivorus), cormoran mare (Phalacrocorax carbo), ciocănitoarea verde (Picus viridis), brumăriță de pădure (Prunella modularis), Ptyonoprogne rupestris, silvie-mică (Sylvia curruca), Tachymarptis melba, fluturașul de stâncă (Tichodroma muraria), mierlă gulerată (Turdus torquatus)
- mamifere (1): urs brun (Ursus arctos)
- nevertebrate (1): fluturele auriu (Euphydryas aurinia)

Pe lângă speciile protejate, pe teritoriul sitului au mai fost identificate 36 de specii de plante, 17 specii de păsări, 1 specie de amfibieni, 6 specii de mamifere, 1 specie de nevertebrate, 2 specii de reptile.